# Монгольський тугрик
Монгольський тугрик (монг. төгрөг, tögrög) — валюта Монголії. Поділяється на 100 мунгу.
Тугрик замінив раніше використовувані монгольські долари, а також російські та китайські гроші й грошові сурогати, що мали обіг на території Монголії до 1925 року.
Нині в обігу перебувають банкноти номіналами від 10 до 20 000 тугриків зразка 1993—2013 років.

## Історія

### Передумови введення нової національної валюти
До проголошення незалежної держави в грошовому обігу Монголії перебували переважно китайські та російські гроші, срібні долари, а також будь-яке срібло у зливках.
У квітні 1921 року за наказом барона Унгерна Міністерством Фінансів Монгольської Республіки були випущені 6 % зобов'язання у 10, 25, 50 і 100 лян (доларів), при чому 10 доларів прирівняні до одного барана, 25 доларів прирівняні бику, 50 доларів прирівнювались до коня і 100 доларів прирівняні до верблюда. Доларами нові гроші назвали за те, що вони ходили паралельно зі срібними доларами, які були в обігу на території Китаю. Монгольські долари стали першою з часів Імперії національною валютою Монголії.
Після того, як 13 червня 1924 року Монголія була оголошена народною республікою, уряд МНР звернувся за допомогою у створенні монгольської національної валюти до Радянського Союзу. За рішенням Ради Народних Комісарів СРСР 2 червня 1924 р. в Урге був заснований Монгольський торгово-промисловий банк (Монголбанк) на акціонерних засадах Наркомату Фінансів СРСР і уряду МНР.
Постановою уряду Монгольської Народної Республіки від 22 лютого 1925 року «Про проведення грошової реформи» нова національна валюта отримала назву «Тугрик». Тугрик — семантична калька китайського слова «юань» (букв. «коло», «цілий», «монета»)
Право емісії було надано Монголбанку.

### Перша емісія (1925—1939)
Тугрик був введений в обіг в грудні 1925 року. Нові грошові знаки були виготовлені в Радянському Союзі. Монети викарбували на Монетному дворі у Ленінграді, а банкноти надрукували на Держзнаку в Москві.
До 1928 року мало місце паралельне використання в обігу китайських грошей і тугриків, а 1 квітня 1928 року монгольський уряд ухвалив рішення про остаточне вилучення з обігу китайських грошей і срібних зливків. Тоді ж забезпечення тугрика перевели на золото.
З 1925 року в грошовому обігу з'явились срібні монети номіналом в 1 тугрик і роздрібні мідні та срібні монети 1, 2, 5, 10, 15, 20, 50 мунгу, а також банкноти. На монетах і банкнотах першої емісії було вперше вміщено національно-релігійний символ монголів — сойомбо, який в наступних емісіях буде замінений на портрет Сухе-Батора.
Перший тугрик як монета випускався лише у 1925 році. Це була срібна монета 900 проби вагою у 20 грамів. Срібні монети номіналами в 10, 15,20 і 50 мунгу випустили у 1925, а у 1937 році ідентичні монети випустили вже у мідно-нікелевому сплаві. Вони містили легенди, виконані уйгурським алфавітом (кирилиця на монгольських монетах використовується з 1945 року). На перших випусках рік карбування позначався згідно з монгольським календарем (рік від проголошення МНР) і монгольськими цифрами.

### Друга емісія (1940—1959)

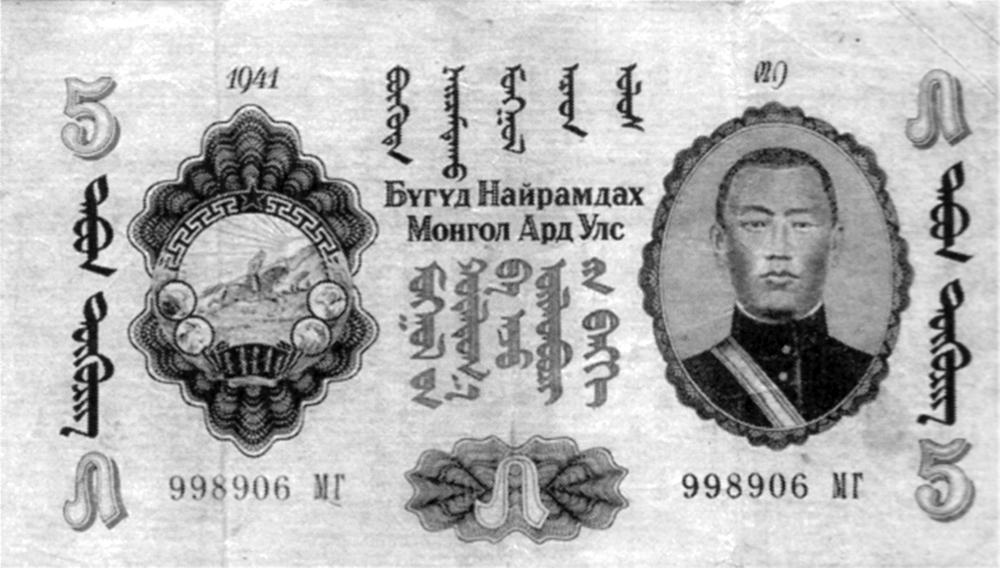
5 тугриків 1941 року

З 1940 року в Монголії розпочали заміну паперових грошей. На нових банкнотах було вміщено портрет Сухе-Батора, а написи були зроблені кирилицею й уйгурським алфавітом.
Нові монети були введені в обіг у 1945 році. Вони були відкарбовані з латуні (1, 2 і 5 мунгу) і мідно-нікелевого сплаву (10, 15, 20 і 50 мунгу). Номінал монет вперше позначили арабськими цифрами, проте рік випуску все ще позначався за монгольським календарем. Змінився аверс монет — замість сойомбо на них з'явився герб із вершником. За розмірами та дизайном наслідували радянські копійки.
У 1959 році були випущені нові монети з алюмінієвого сплаву відкарбовані в КНР. При цьому, монети номіналом в 1,2 і 5 мунгу мали круглий отвір посередині. На нових монетах рік позначався вже за григоріанським календарем і арабськими цифрами.
У 1950 році Монголбанк встановив золотий вміст тугрика у 0.222168 г. По курсу Держбанку СРСР на кінець 1963 року 100 тугриків прирівнювались до 22 рублів 50 копійок.

### Третя емісія (1966—1983)
З 1966 року в обіг були випущені нові банкноти номіналами 1,3,5, 10, 25, 50 і 100 тугриків. За кольором і дизайном вони наслідували радянські рублі зразка 1961 року. На банкнотах номіналом в 1 турик, на відміну від більших номіналів, не був розміщений портрет Сухе-Батора. А на реверсах банкнот номіналом 50 і 100 тугриків розмістили зображення Урядового палацу Монголії. Подібні банкноти були випущені також у 1981 і 1983 роках. Фіолетову банкноту 25 тугриків у цих емісіях замінили серією номіналом у 20 тугриків, виконану у зелених тонах. На реверсах банкнот нового номіналу розмістили індустріальний пейзаж. У 1970 з'явились нові монети: 1, 2 і 5 мунгу карбувалися з алюмінію, а 10, 15, 20 і 50 мунгу — мідно-нікелевий сплав (75 % Cu; 25 % Ni). Монети відкарбовані на замовлення в НДР.
Випуск 1970 року повторювався в 1977, 1980 і 1981 році із заміною року емісій. Тираж 1977 року, як і попередній, замовили в Східній Німеччині, а емісії 1980—1981 років були першими монетами, що карбувались власними силами.
В умовах різкого зменшення радянської економічної допомоги Монголії стабільність тугрика почала падати. У 1990 році в державі встановили новий фіксований курс: 30 тугриків за 1 USD. У 1991—1992 році його тричі девальвували, а потім повністю скасували.

##### Пам'ятні обігові монети 1 тугрик
У 1971 році в обіг були випущені пам'ятні монети номіналом в 1 тугрик присвячені 50-річчю МНР із зображенням кінного пам'ятника Сухе-Батару і написом «50 ЖИЛ» (50 років). Дизайн монети наслідував радянські пам'ятні рублі: номінал позначили прописом на гербовій стороні. У 1981 році була виконана друга емісія пам'ятних монет, вже на честь 60-річчя МНР із наслідуванням зображення попередньої монети. Пам'ятні тугрики карбували на замовлення в НДР. Латунний сплав монет відповідає сплаву східнонімецьких 20 пфенігів.
Монета на честь 65-річчя МНР (1986 р.) змінила дизайн: на реверсі зобразили погрудний профільний портрет Сухе-Батара.
В честь першого спільного радянсько-монгольського польоту в космос в 1981 році був викарбуваний ще один вид тугрика з алюміністої бронзи. На монеті зобразили членів екіпажу «Зоюзу-39»: Володимира Джанібекова та Жугдердемідиїна Гуррагчу.
У 1984 році в обіг випустили монету присвячену 60-річчю монгольського банку, а у 1986 році монета присвячена року миру. У 1988 році представили монету присвячену Карлу Марксу.
| Рік  | Зображення | Метал                                                | Гурт                       | Діаметр (мм) | Товщина (мм) | Вага (г) | Тираж |
| ---- | ---------- | ---------------------------------------------------- | -------------------------- | ------------ | ------------ | -------- | ----- |
| 1971 |            | Латунь                                               | 1921 — 1971 * НЗГ ТӨГРӨГ * | 32           | 2.65         | 14.9     |       |
| 1981 |            | Латунь                                               | 1921 — 1981 * НЗГ ТӨГРӨГ * | 32           | 2.65         | 14.9     |       |
| 1981 |            | Алюмінієва бронза (61-87 % Cu; 8-28 % Al; 5-11 % Ni) |                            | 32           | 2.65         | 14.9     |       |

## Серія 1993—2013 років
Монети мунгу були вилучені з обігу у 90-і роки XX ст. у зв'язку з інфляцією. Замість них випустили банкноти номіналами 10, 20 і 50 мунгу, які не були офіційно вилучені з обігу, проте нині не використовують через дрібну реальну вартість. Також були випущені нові монети номіновані у тугриках.
На банкнотах від 1 до 100 тугриків зображено однаковий портрет Сухе-Батара. На більших банкнотах зображено портрет Чингісхана. На зворотах — пейзажі із символами кочового життя. Банкноти захищені водяними знаками з тими ж портретами та абревіатурою Монголбанк. Елементами захисту також є смуга з мікротекстом Mongolbank по лівому краю купюри та металізована цвітозмінна смуга.
У 2010 руці Монголбанк випустив банкноти покриті полімерною плівкою. (Банкноти датовані 2009 роком).
В наш час в обігу залишаються банкноти від 10 до 20000 тугриків і монети 20, 50, 100, 200 і 500 тугриків.
| Номінал      | Аверс | Реверс | Розмір      | Колір               |
| ------------ | ----- | ------ | ----------- | ------------------- |
| 10 мунгу     |       |        | 45 × 90 мм  | Рожевий             |
| 20 мунгу     |       |        | 45 × 90 мм  | Жовто-коричневий    |
| 50 мунгу     |       |        | 45 × 90 мм  | Зелено-блакитний    |
| 1 тугрик     |       |        | 115 × 57 мм | Жовто-коричневий    |
| 5 тугрик     |       |        | 120 × 60 мм | Помаранчевий        |
| 10 тугрик    |       |        | 125 × 61 мм | Зелений             |
| 20 тугрик    |       |        | 130 × 65 мм | Червоно-фіолетового |
| 50 тугрик    |       |        | 135 × 66 мм | Коричневий          |
| 100 тугрик   |       |        | 140 × 68 мм | Фіолетовий          |
| 500 тугрик   |       |        | 145 × 70 мм | Зелений             |
| 1000 тугрик  |       |        | 150 × 72 мм | Синій               |
| 5000 тугрик  |       |        | 150 × 72 мм | Рожево-фіолетовий   |
| 10000 тугрик |       |        | 150 × 72 мм | Помаранчевий        |
| 20000 тугрик |       |        | 150 × 72 мм | Вапно та фіолетовий |